# Erithyma cyanoplecta
Erithyma cyanoplecta är en fjärilsart som beskrevs av Edward Meyrick 1914. Erithyma cyanoplecta ingår i släktet Erithyma och familjen plattmalar. Inga underarter finns listade i Catalogue of Life.